# Phytomyza nigroorbitalis
Phytomyza nigroorbitalis este o specie de muște din genul Phytomyza, familia Agromyzidae, descrisă de Ryden în anul 1956.
Este endemică în Sweden. Conform Catalogue of Life specia Phytomyza nigroorbitalis nu are subspecii cunoscute.